# آخرین مرجع وام
آخرین مرجع وام یا آخرین قرض‌دهنده در یک نظام مالی، موسسه‌ای است که برای مؤسسه‌های مالی که نمی‌توانند در بازار تسهیلات بین بانکی نقدینگی لازم را به‌دست آورند، نقدینگی را تامین می‌کند. با این کار در واقع دولت نقدشوندگی را برای مؤسسه‌های مالی تضمین می‌کند. از ابتدای سده بیستم، بانک‌های مرکزی تامین کننده تسهیلات آخرین مرجع وام دهی هستند و کارکردشان معمولا شامل تضمین نقدشوندگی  بازارهای مالی به طور عام می‌شود.
هدف از این کار، پیشگیری از ایجاد اختلال اقتصادی در نتیجهٔ سرایت بحران‌های مالی و بحران‌های بانکداری از یک بانک به بانک‌های دیگر به دلیل کمبود نقدینگی در بانک اول است.
تعریف‌های مختلفی از آخرین مرجع وام ارائه شده است اما یک تعریف جامع آن عبارت است از «تامین احتیاطی نقدینگی برای مؤسسه‌های مالی (یا به طور کلی، بازار) توسط بانک مرکزی در واکنش به شوک شدید بازار که منجر به افزایش غیرعادی تقاضای نقدینگی می‌شود که نمی‌تواند از منبع دیگری تامین شود».